# Anells de Júpiter

Els anells de Júpiter i els seus satèl·lits interiors

El sistema d'anells planetaris de Júpiter és molt tènue i està compost per partícules de pols despreses de les seves llunes interiors a causa d'impactes de meteorits. Fou descobert per la sonda espacial Voyager 1 el 1979, després del descobriment dels anells de Saturn i d'Urà. Els anells han estat investigats exhaustivament durant els anys 90 i els primers anys del segle xxi mitjançant les sondes Galileo, Cassini i New Horizons. També han estat observats des d'observatoris terrestres i des del telescopi espacial Hubble durant els últims 25 anys. Les observacions des de la superfície terrestre són possibles gràcies als potents telescopis disponibles.
El sistema d'anells jovians es divideix principalment en tres parts. Un anell principal de 6.400 km de diàmetre però només 100 km de gruix, format per pols dels satèl·lits Metis i Adrastea. En el seu costat intern, l'anell principal es fon gradualment amb l'halo. L'halo és una regió en forma de torus de 10.000 km de gruix i que s'estén fins al capdamunt dels núvols de Júpiter. A l'exterior de l'anell principal, es troben dos anells amples i difusos, formats a partir de material dels satèl·lits que els donen nom anell difús d'Amaltea i anell difús de Tebe. També hi ha un anell encara més exterior, extremadament tènue i distant que envolta Júpiter i que gira en sentit oposat. El seu origen és incert, però podria haver-se format a partir de pols interplanetària capturada.
L'anell principal i l'halo consisteixen en pols expulsat dels satèl·lits Metis i Adrastea, i altres cossos no observats, com a resultat d'impactes meteorítics a alta velocitat. Imatges d'alta resolució obtingudes al febrer de 2007 per la sonda New Horizons en l'anell principal revelaren una rica i fina estructura.
A la banda de llum visible i en l'infraroig proper, els anells mostren un color vermellós, excepte l'halo que té un color neutre o blavós. Aplicant models fotomètrics a les diverses observacions disponibles tant de sondes espacials com de telescopis en superfície terrestre, s'infereix que la mida de les partícules és de 15 micres de ràdio en tots els anells excepte en l'halo, encara que els resultats dels models s'acosten més a les observacions quan es consideren partícules no esfèriques que quan es consideren esfèriques. L'halo està probablement compost de pols submicroscòpica.
La massa total del sistema d'anells, incloent-hi els cossos no observats que generen material per als anells, no està exactament determinada, però és probable que estigui en el rang de 1011 a 10¹⁶ kg. L'edat del sistema d'anells no es coneix, però possiblement hagi existit des de la formació del planeta.

## Descobriment i exploració

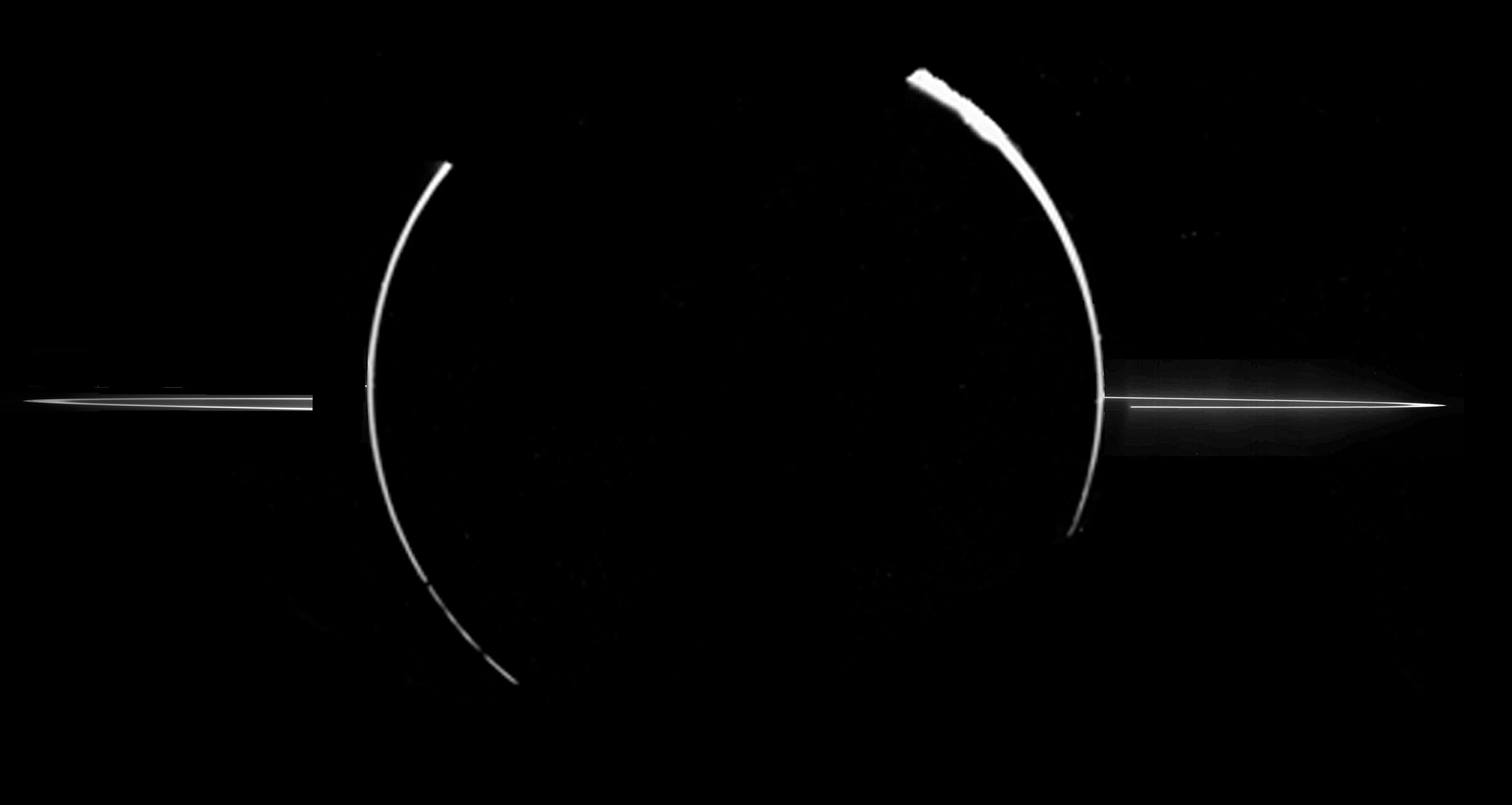
Part posterior de Júpiter realitzada pel Galileo.

L'existència dels anells de Júpiter va ser inferida per les observacions del cinturó de Van Allen realitzades durant la missió de la sonda espacial Pioneer 10 que sobrevolà Júpiter el 1974, perquè es va detectar una disminució en el recompte de partícules d'alta energia en el cinturó entre 50.000 i 55.000 km per sobre de la superfície del planeta. El 1979, la nau espacial Voyager 1 va obtenir una sola imatge sobreexposada amb el sistema d'anells. Una imatgeria més extensa va ser realitzada per la Voyager 2 en el mateix any, que va permetre la determinació aproximada de l'estructura de l'anell. La qualitat superior de les imatges obtingudes per l'orbitador Galileo entre 1995 i 2003 ha ampliat considerablement el coneixement existent sobre els anells de Júpiter. Les observacions terrestres dels anells dutes a terme pel telescopi Keck el 1997 i 2002, i posteriorment pel HST el 1999, ha posat de manifest la rica estructura visible en llum retrodispersada. Les imatges transmeses per la nau New Horizons els mesos de febrer–març de 2007 han permès l'observació de la fina estructura de l'anell principal per primer cop. El 2000, la nau espacial Cassini en ruta cap a Saturn va conduir una sèrie d'observacions extensives del sistema d'anells jovians. Les futures missions al sistema jovià proporcionaran informació addicional sobre els anells, com per exemple el Juno americà o possiblement el JUICE europeu.

## Estructura
El sistema d'anells de Júpiter comprèn quatre estructures principals: un torus gruixut de partícules conegut com a halo o «anell halo», un anell principal relativament brillant però molt fi i dos anells exteriors amples, molt fins i febles que prenen el nom dels satèl·lits el material dels quals els componen, "anell difús d'Amaltea" i "anell difús de Tebe". Les principals característiques dels anells s'especifiquen en la taula següent:
| Nom                     | Nom              | Límits intern i extern (km) (des del centre de Júpiter) | Amplada (km) | Gruix (km) | Profunditat òptica | Percentatge de pols | Massa (kg)                                     | Notes                                                                              |
| ----------------------- | ---------------- | ------------------------------------------------------- | ------------ | ---------- | ------------------ | ------------------- | ---------------------------------------------- | ---------------------------------------------------------------------------------- |
| 1979 J1R                | Halo             | 92.000–122.500                                          | 30.500       | 12.500     | ~1x10-6            | 100%                | ?                                              |                                                                                    |
| 1979 J2R                | Anell principal  | 122.500–129.000                                         | 6.500        | 30 - 300   | 5,9 x 10-6         | ~25%                | 107 – 10⁹ (pols) 1011– 10¹⁶ (partícules grans) | Envoltat pel satèl·lit Adrastea.                                                   |
| Anells difusos 1979 J3R | Anell d'Amaltea  | 129.000–182.000                                         | 53.000       | 2.000      | ~1 x 10-7          | 100%                | 107– 10⁹                                       | Alimentat pel satèl·lit Amaltea.                                                   |
| Anells difusos 1979 J3R | Anell de Tebe    | 129.000–226.000                                         | 97.000       | 8.400      | ~3 x 10-8          | 100%                | 107– 10⁹                                       | Alimentat pel satèl·lit Tebe. Existeix una extensió més enllà de l'òrbita de Tebe. |
| -                       | Extensió de Tebe | 221.900 - 280.000                                       | 58.100       |            |                    |                     |                                                |                                                                                    |

## Anell principal

### Aparença i estructura

Mosaic d'imatges dels anells jovians amb un esquema mostrant la localització dels anells i els satèl·lits

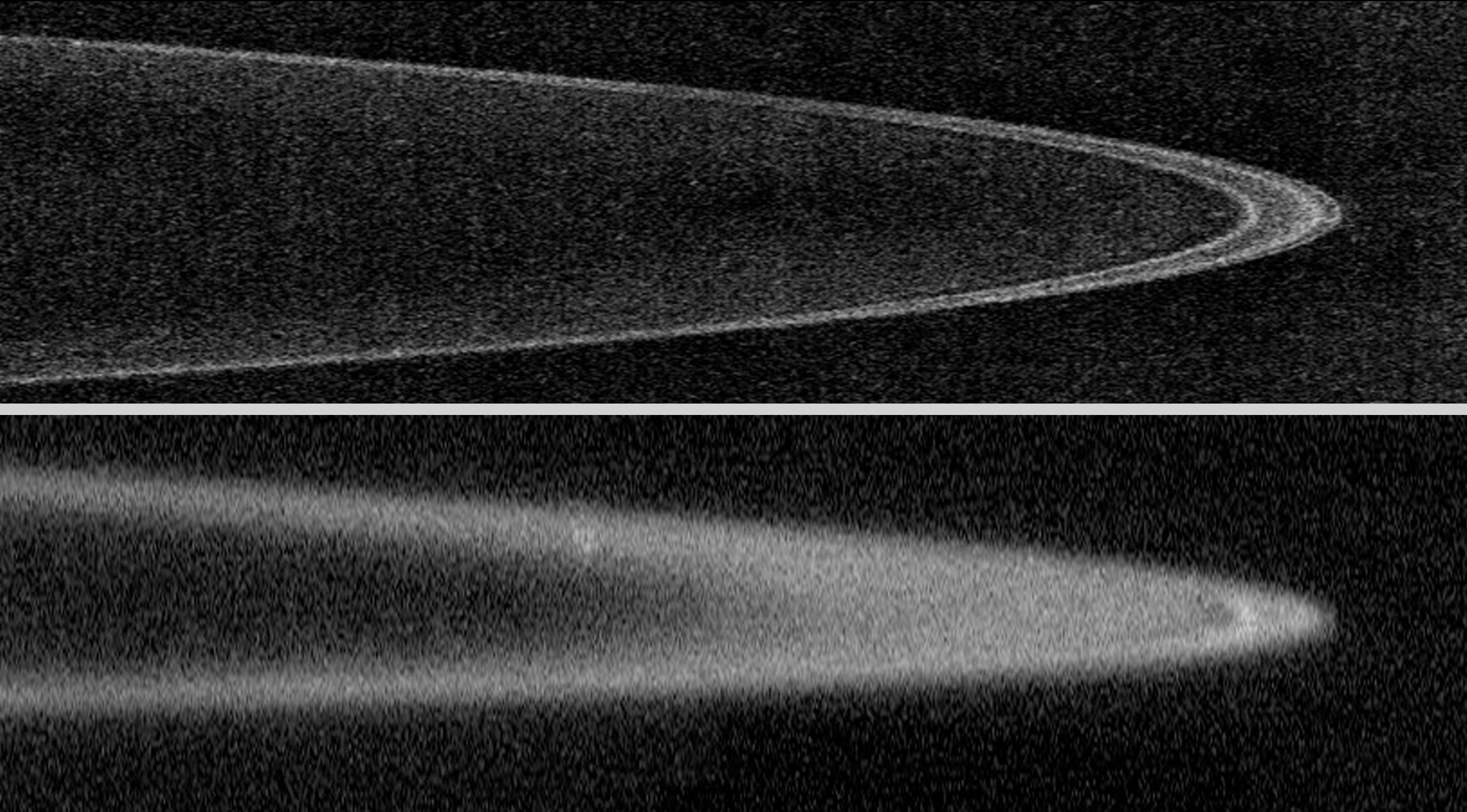
La imatge superior, presa per la sonda New Horizons, mostra l'anell principal amb il·luminació posterior o retroil·luminació. Es pot observar la fina estructura de la seva part exterior. La imatge inferior és el mateix anell amb il·luminació frontal mostrant una manca d'estructures visibles excepte el buit produït pel satèl·lit Metis.

L'estret i relativament fi anell principal és la part més brillant del sistema d'anells de Júpiter. La seva vora exterior està situada a uns 129.000 km del centre del planeta, és a dir, a 1,806 radis equatorials jovians (RJ  = 71.398 km), i coincideix amb l'òrbita del més petit dels satèl·lits interiors de Júpiter, Adrastea. La seva vora interior no està marcada per cap satèl·lit i es localitza a 122.500 km o 1,72RJ.
L'ample de l'anell principal és d'aproximadament 6.500 km. L'aparença de l'anell principal depèn de la geometria d'il·luminació dels anells. Amb il·luminació frontal, la brillantor de l'anell comença a decréixer enormement a 128.600 km, just a l'interior de l'òrbita d'Adrastea, i arriba al nivell del fons a 129.300 km, just fora de l'òrbita d'Adrastea, el que indica que clarament fa la funció de satèl·lit pastor de l'anell. La brillantor s'incrementa en direcció a Júpiter i té un màxim a prop del centre de l'anell a 126.000 km encara que hi ha un pronunciat buit prop de l'òrbita de Metis a 128.000 km. L'interior de l'anell principal, en canvi, es difumina lentament barrejant-se amb l'anell halo. Amb il·luminació frontal tots els anells de Júpiter són especialment brillants.
Amb il·luminació posterior o retroil·luminació la situació és diferent. La vora exterior de l'anell principal, situat a 129.100 km, lleugerament més enllà de l'òrbita d'Adrastea, està clarament delimitat. L'òrbita del satèl·lit està marcada amb un buit en l'anell de manera que hi ha un fi anellet just fora d'aquesta òrbita. Hi ha un altre anellet just a l'interior de l'òrbita d'Adrastea seguit d'un buit d'origen desconegut situat a 128.500 km. Un tercer anellet es troba al costat interior del buit produït per l'òrbita del satèl·lit Metis. La brillantor de l'anell cau bruscament just fora d'ella delimitant així el buit. A l'interior de l'òrbita d'aquest satèl·lit la brillantor de l'anell augmenta molt menys que en il·luminació frontal.

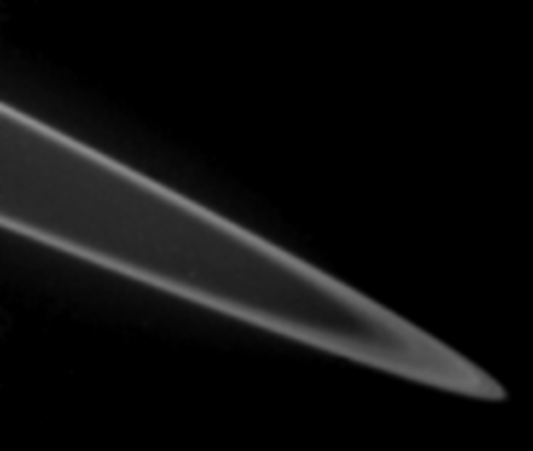
Imatge de l'anell principal de Júpiter obtinguda per la sonda Voyager 2.

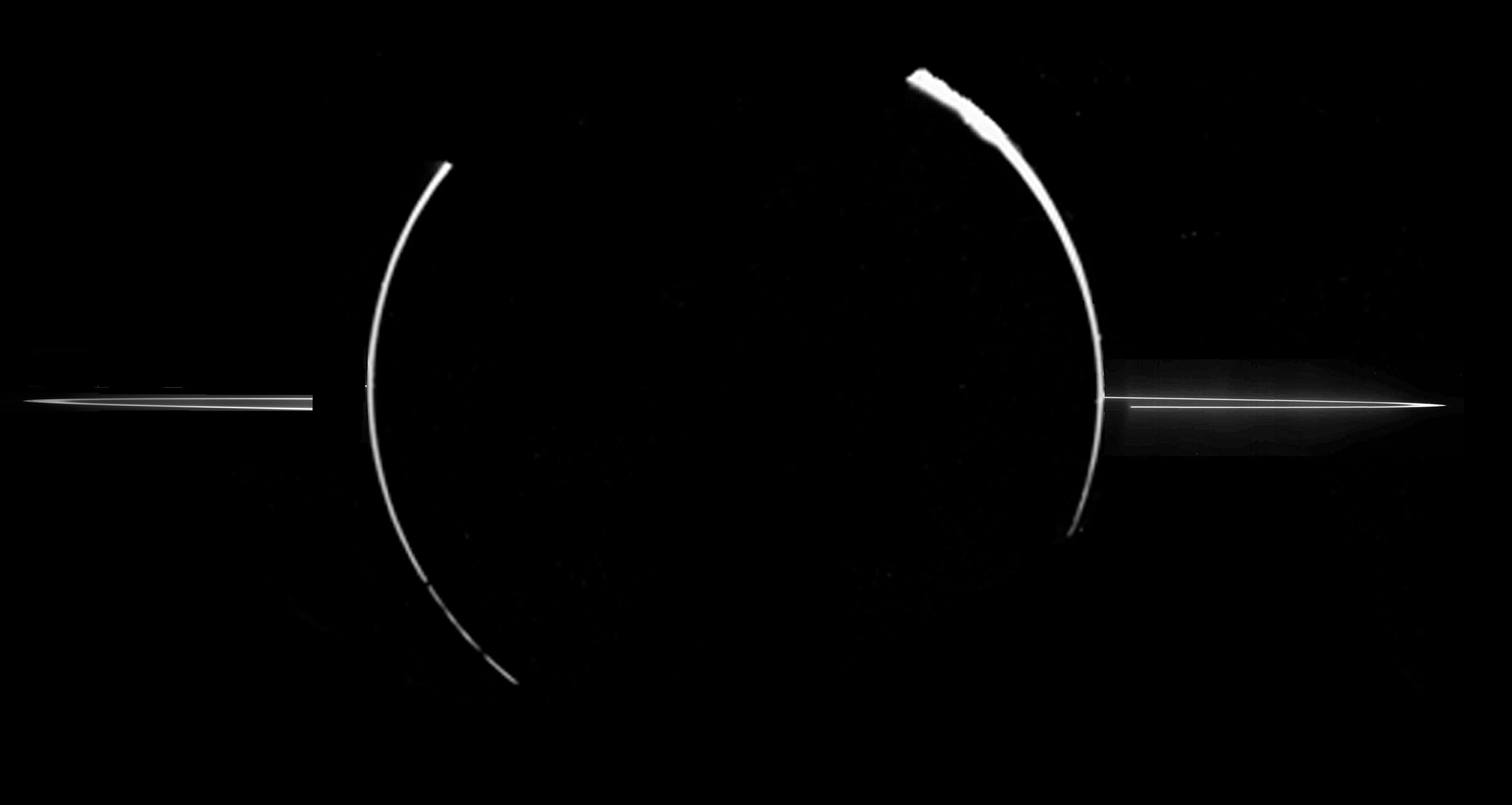
Una altra imatge, aquesta vegada obtinguda per la sonda Galileo, des de l'altre costat del Sol, estant a l'ombra del gegant.

Per tant, amb il·luminació posterior l'anell principal sembla consistir en dues parts diferents, una part exterior estreta que s'estén des de 128.000-129.000 km i inclou tres petits anells separats per buits, i una part interior més feble que s'estén des de 122.500-128.000 km i no té estructures visibles com amb il·luminació frontal. El buit de Metis serveix com els seus respectius límits. L'estructura de l'anell principal, va ser descoberta per la sonda Galileo i és clarament visible en les imatges amb il·luminació posterior obtingudes per la sonda New Horizons al febrer-març de 2007. No obstant això, les observacions fetes pel telescopi espacial Hubble, el telescopi Keck i la sonda Cassini no la van detectar, possiblement a causa de falta de resolució espacial.
Observat en il·luminació posterior l'anell principal sembla molt fi, estenent-se en direcció vertical no més de 30 km. Amb il·luminació lateral el gruix de l'anell és d'entre 80 i 160 km incrementant una mica en direcció a Júpiter. L'anell sembla molt més gruixut en il·luminació frontal, al voltant dels 300 km. Un dels descobriments de la sonda Galileo va ser un núvol de material en l'anell principal, feble i relativament gruixut (al voltant de 600 km), que envolta la seva part interior. El núvol creix en gruix en direcció cap a la vora interior de l'anell principal al lloc de la transició a l'anell halo.
Una anàlisi detallada de les imatges de la Galileo va revelar variacions longitudinals de la brillantor de l'anell principal no connectat amb l'estructura observada. Les imatges d'aquesta sonda van mostrar així mateix agrupacions de material en els anells d'escala de 500 a 1.000 km.
Al febrer i març de 2007, la sonda New Horizons va dur a terme una recerca exhaustiva de nous satèl·lits dins de l'anell principal. Encara que no es van descobrir satèl·lits majors de 0,5 km, les càmeres de la sonda van detectar set petites masses de partícules. Orbiten just a l'interior de l'òrbita d'Adrastea dins d'un dens i petit anell. La conclusió és que són acumulacions i no petits satèl·lits basant-se en la seva aparença estesa azimutalment. S'estenen entre 0,1° i 0,3° al llarg de l'anell, el que correspon a entre 1.000 i 3.000 km. Les acumulacions es divideixen en dos grups de cinc i dos membres respectivament. La seva naturalesa no està clara però les seves òrbites estan properes a una ressonància orbital de 115:116 i 114:115 amb el satèl·lit Metis, pel que poden ser estructures provocades per aquesta interacció.

### Espectres i distribució de la mida de les partícules

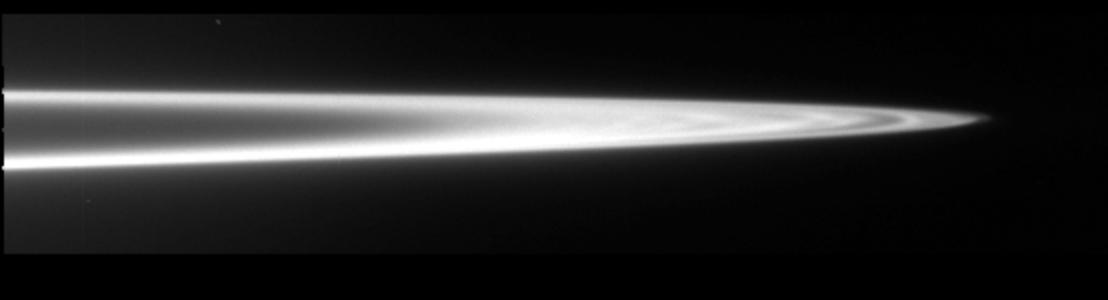
Imatge de l'anell principal obtinguda per la sonda Galileo amb il·luminació frontal. El buit de Metis és clarament visible.

Els espectres de l'anell principal obtinguts pel telescopi espacial Hubble, el telescopi Keck i per les sondes Galileo i Cassini s'han mostrat que les partícules que el formen són vermelles, amb una albedo major a majors longituds d'ona. Els espectres existents cobreixen el rang de 0,5-2,5 micres. No s'han trobat característiques espectrals que hagin permès identificar compostos químics concrets, encara que les observacions de la Cassini mostrarem evidències a la banda d'absorció prop de 0,8 micres i 2,2 micres. Els espectres de l'anell principal són molt similars als dels satèl·lits Adrastea i Amaltea.
Les propietats de l'anell principal poden ser explicades per la hipòtesi que contenen quantitats significatives de pols de mida de 0,1 a 10 micres. Això explicaria la major brillantor de les imatges il·luminades frontalment que les il·luminades per darrere. En qualsevol cas és necessari que hi hagi cossos més grossos per explicar la brillantor obtinguda en les imatges retroil·luminades i la complexa estructura en la brillant part exterior de l'anell.
L'anàlisi de les dades espectrals i de fase disponibles porta a la conclusió que la distribució de la mida de les partícules de l'anell principal respon a la llei de potències:
{\displaystyle n(r)=A\times r^{-q}\,}
on {\displaystyle n(r)dr} és el nombre de partícules amb radi entre {\displaystyle r} i {\displaystyle r+dr} i {\displaystyle A} és un paràmetre normalitzador triat perquè concordi amb el flux total de llum des de l'anell. El paràmetre {\displaystyle q} és 2,0 ± 0,2 per a partícules amb {\displaystyle r} menor que 15 ± 0,3 micres, i 5,0 ± 1,0 per a partícules amb {\displaystyle r} més grosses que 15 ± 0,3 micres.
La distribució de cossos de grans dimensions en el rang des de metres fins quilòmetres no està determinada actualment. La il·luminació en aquest model està determinada per les partícules amb {\displaystyle r} al voltant de 15 micres.
La llei esmentada anteriorment permet l'estimació de la profunditat òptica,{\displaystyle \scriptstyle \tau }, l'anell principal: {\displaystyle \scriptstyle \tau }l = 4,7 x 10-6 per a cossos grans i {\displaystyle \scriptstyle \tau }s = 1,3 x 10-6 per la pols. Aquesta profunditat òptica significa que la secció total de totes les partícules d'una secció d'anell és de 5.000 km². Se suposa que les partícules de l'anell principal tenen forma esfèrica. La massa total de pols s'estima entre 107 i 10⁹ kg. La massa dels cossos grans, excloent els satèl·lits Metis i Adrastea, entre 1011 i 10¹⁶ kg, depenent de la seva mida màxima. El valor superior correspon a un diàmetre d'aproximadament 1 km. Poden comparar aquestes amb les d'Adrastea, que és de 2 x 1015 kg; Amaltea, 2 x 1018 kg i la Lluna, 7,4 x 1022 kg.
La presència de dos tipus de partícules en l'anell principal explicaria per què la seva aparença depèn de la direcció de la il·luminació. La pols difon la llum preferiblement en direcció frontal i forma un anell relativament gruixut i homogeni envoltat per l'òrbita d'Adrastea. En canvi, els cossos grans, que difonen més llum en direcció posterior, estan confinats dins de la regió entre les òrbites de Metis i Adrastea en diversos anells petits.

### Origen i edat

Formació dels anells de Júpiter.

La pols s'elimina constantment de l'anell principal per una combinació de l'efecte d'arrossegament de Poynting-Robertson i de les forces electromagnètiques de la magnetosfera joviana. Els materials volàtils, com el gel, s'evaporen ràpidament. La vida mitjana de les partícules de pols en l'anell varia des de 100 fins a 1.000 anys, per la qual cosa la pols ha de ser contínuament renovada mitjançant les col·lisions entre cossos grans amb mides des d'1 cm fins a 0,5 km i mitjançant els mateixos cossos i partícules d'alta velocitat provinents de fora del sistema jovià. Aquests cossos majors es troben confinats en l'estreta (aproximadament 1.000 km) i brillant part exterior de l'anell principal, que inclou a més, a Metis i Adrastea. La grandària màxima d'aquests cossos ha de ser menor de 0,5 km de radi. Aquest límit superior va ser obtingut per la sonda New Horizons. El límit superior anterior, obtingut pel telescopi Hubble i per la sonda Cassini era de gairebé 4 km. La pols produïda per les col·lisions reté aproximadament els mateixos elements orbitals dels cossos majors i van caient lentament en espiral en direcció a Júpiter formant, en retroil·luminació, la feble part més interior de l'anell principal i l'anell halo. L'edat de l'anell principal és actualment desconeguda, però pot ser l'últim romanent d'una passada població de petits satèl·lits propers a Júpiter.

## Anell halo

### Aparença i estructura

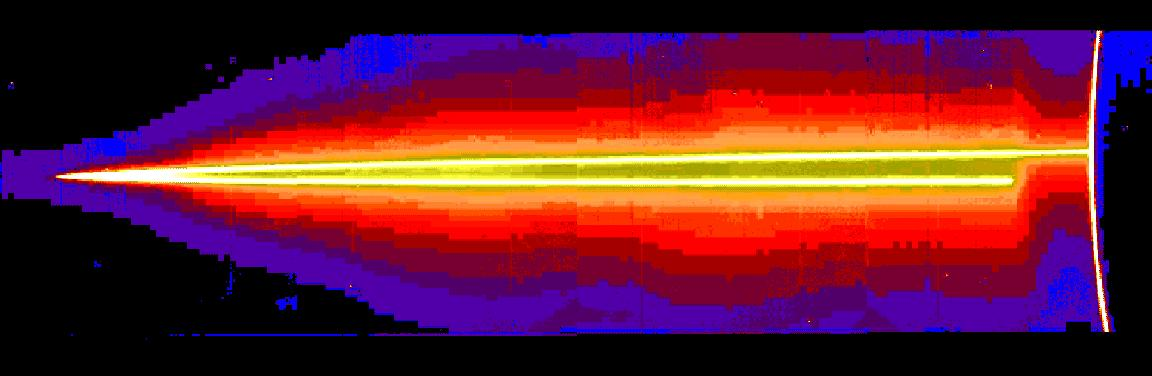
Imatge en fals color de l'anell halo obtinguda per la sonda Galileo amb il·luminació frontal.

L'anell halo és el més intern i gruixut dels anells de Júpiter. La seva vora exterior coincideix amb l'interior de l'anell principal aproximadament a un radi de 122.500 km del centre del planeta, 1,72RJ. Des d'aquest radi, l'anell arriba a ser ràpidament cada vegada més gruixut en direcció a Júpiter. L'extensió real en direcció vertical de l'halo és desconeguda però la presència del seu material va ser detectada a una alçada de fins a 10.000 km sobre el pla de l'anell. La vora interior de l'halo és relativament aguda i es localitza a un radi de 100.000 km, 1,4 RJ, però algun material s'ha localitzat encara més cap a l'interior, a uns 92.000 km. D'aquesta manera, l'ample de l'anell halo és d'uns 30.000 km. La seva forma s'assembla a un ample torus sense una estructura interna definida. Al contrari que l'anell principal, l'aparença de l'halo depèn molt poc de la geometria d'il·luminació.
L'halo és brillant en il·luminació frontal, i va ser profusament fotografiat per la sonda Galileo. Mentre que la brillantor de la seva superfície és molt menor que la de l'anell principal, en direcció vertical el seu flux de fotons és comparable a causa de la seva major amplada. Tot i que s'estén en direcció vertical en més de 20.000 km, la brillantor de l'halo es concentra cap al pla de l'anell i segueix una llei potencial de la forma: z-0,6 a z-1,5, on z és l'altitud respecte del pla de l'anell. L'aparença de l'anell halo en il·luminació posterior, observat pel telescopi Keck, i el telescopi espacial Hubble, és bàsicament la mateixa. En qualsevol cas el flux total de fotons és diverses vegades menor que el de l'anell principal i és molt més concentrat en el pla de l'anell que en les imatges amb il·luminació frontal.
Les propietats espectrals de l'halo són diferents a les de l'anell principal. La distribució de flux en el rang de 0,5-2,5 micres és més plana en l'anell principal. L'halo no és vermell i pot ser fins i tot de color blau.

### Origen de l'anell halo
Les propietats òptiques de l'anell halo poden ser explicades per la hipòtesi que es compon únicament de pols amb mides de partícules menors de 15 micres. Les zones de l'halo allunyades del pla de l'anell poden consistir en pols submicromètrica. Aquesta composició explica la major brillantor en il·luminació frontal, el color més blavós i l'absència d'estructura visible en l'halo. La pols possiblement s'origina en l'anell principal, una teoria que es basa en el fet que la profunditat òptica {\displaystyle \scriptstyle \tau _{s}\,} ~10-6 és comparable a la de la pols de l'anell principal. El gran gruix de l'anell pot ser atribuït a l'excitació de la inclinació orbital i excentricitat de les partícules de pols per les forces electromagnètiques de la magnetosfera de Júpiter. La vora exterior de l'halo coincideix amb la situació d'una forta ressonància de Lorentz 3:2.
Com que l'arrossegament de Poynting-Robertson provoca que les partícules tendeixin a caure en direcció a Júpiter, les seves inclinacions orbitals s'exciten mentre hi passen a través. L'engrossiment de l'anell principal, pot ser el començament de l'anell halo. La vora interior de l'anell no està lluny de la forta ressonància de Lorentz 2:1. En aquesta ressonància l'excitació és probablement significativa, forçant a les partícules a precipitar-se a l'atmosfera joviana i formant d'aquesta manera una vora interior molt definida. En ser originat per material de l'anell principal, l'edat de l'anell halo és la mateixa que la de l'anell principal.

## Anells difusos

### Anell difús d'Amaltea

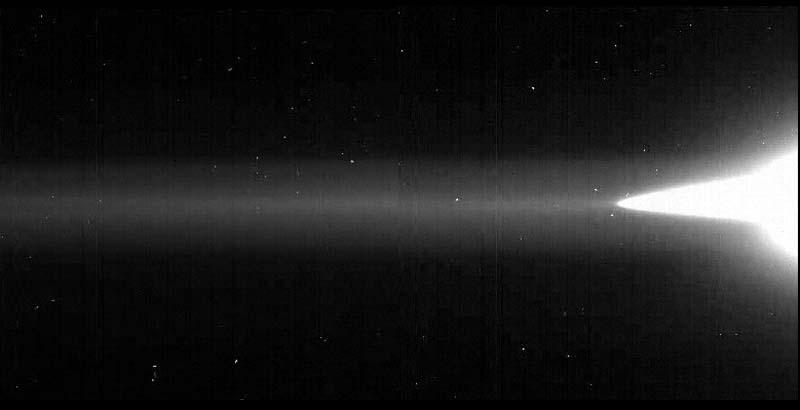
Imatge dels anells difusos obtinguda per la sonda Galileo amb il·luminació frontal.

L'anell difús d'Amaltea és una estructura molt feble, de secció rectangular, que s'estén des de l'òrbita de Amaltea a 182.000 km del centre de Júpiter, 2,54 RJ fins a aproximadament 129.000 km 1,80 RJ. La seva vora interior no està definida clarament a causa de la presència de l'anell principal i anell halo relativament molt més brillants. El gruix de l'anell és d'uns 2.300 km a prop de l'òrbita d'Amaltea i es redueix lleugerament en direcció a Júpiter. L'anell difús d'Amaltea és més brillant a prop de les seves vores superior i inferior, de manera gradual és més brillant en direcció a Júpiter, i la vora superior és més brillant que el costat inferior. La vora exterior de l'anell està relativament ben definida i hi ha una brusca caiguda de la brillantor just a l'interior de l'òrbita d'Amaltea. En imatges amb il·luminació frontal l'anell sembla trenta vegades més feble que l'anell principal. En imatges amb il·luminació posterior només ha estat detectat pel telescopi Keck i pel telescopi espacial Hubble. Aquestes imatges mostren una estructura addicional en l'anell, un pic de brillantor just dins de l'òrbita d'Amaltea. En 2002 i 2003 la sonda Galileo va fer dues passades a través dels anells difusos. El comptador de pols va detectar partícules de la grandària d'entre 0,2 i 5 micres i va confirmar els resultats obtinguts per l'anàlisi de les imatges. Les observacions de l'anell difús d'Amaltea des de la superfície terrestre i les imatges de la sonda Galileo i les seves mesures directes de la pols han permès determinar la distribució de la mida de les partícules, que sembla seguir la mateixa llei potencial que la pols de l'anell principal amb q = 2 ± 0.5. La profunditat òptica de l'anell és d'aproximadament 10-7, que és un ordre de magnitud menor que la de l'anell principal, però la massa total de la pols, entre 107 i 10⁹ kg, és comparable.

### Anell difús de Tebe
L'anell difús de Tebe és el més feble dels anells jovians. Sembla ser una estructura de secció rectangular que s'estén des de l'òrbita de Tebe a 226.000 km del centre de Júpiter, 3,11 RJ fins a aproximadament 129.000 km, 1,80 RJ. La seva vora interior no està definida, igualment per la major brillantor relativa dels anells principal i halo que dificulta les observacions. El gruix de l'anell és d'aproximadament 8.400 km a prop de l'òrbita de Tebe i decreix lleugerament en direcció al planeta. L'anell de Tebe és, igual que el d'Amaltea, més brillant en les vores superior i inferior i creix la seva lluentor en direcció Júpiter. La vora exterior de l'anell no està ben definida estenent-se durant 15.000 km. Hi ha una continuació difícilment observable que s'estén fins als 280.000 km, 3,75RJ anomenada Extensió de Tebe. En imatges amb il·luminació frontal l'anell és tres vegades més feble que l'anell difús d'Amaltea. Amb il·luminació posterior, en imatges obtingudes pel telescopi Keck, l'anell mostra un pic de brillantor just a l'interior de l'òrbita de Tebe. En 2002 i 2003 el comptador de partícules de la sonda Galileo va detectar partícules de la mida entre 0,2 i 5 micres (similar resultat a l'anell d'Amaltea), confirmant el resultat de les anàlisis de les imatges.
La profunditat òptica de l'anell difús de Tebe és d'uns 3 x 10-8, que és tres vegades menor que la de l'anell difús d'Amaltea, però la massa total de la pols és la mateixa, aproximadament entre 107 i 10⁹ kg. La distribució de mida de partícules de pols és més dispersa que en l'anell d'Amaltea, seguint una llei potencial amb q <2. En l'extensió de Tebe, aquest paràmetre pot ser fins i tot menor.

### Origen dels anells difusos
La pols dels anells difusos s'origina essencialment de la mateixa manera que el dels anells principals i halo. La seva font són els satèl·lits interns Amaltea i Tebe respectivament. L'alta velocitat d'impacte d'objectes procedents de fora del sistema jovià expulsa partícules de pols de les seves superfícies. Aquestes partícules inicialment retenen les mateixes òrbites que els satèl·lits dels quals provenen, però a poc a poc aquestes òrbites decauen caient en espiral cap al planeta a causa de l'efecte d'arrossegament de Poynting-Robertson. El gruix dels anells difusos està determinada per la inclinació orbital dels satèl·lits. Això explicaria gairebé totes les propietats observables dels anells: secció rectangular, caiguda del gruix en direcció a Júpiter i la major brillantor de les vores superior i inferior dels anells. De tota manera hi ha algunes propietats que segueixen inexplicades, com l'Extensió de Tebe, que pot ser deguda a cossos no observats a l'exterior de l'òrbita de Tebe, i les estructures observades en imatges amb il·luminació posterior.
Una possible explicació a l'Extensió de Tebe és la influència de les forces electromagnètiques de la magnetosfera de Júpiter. Quan la pols entra en l'ombra darrere del planeta, perd la seva càrrega elèctrica amb certa rapidesa. Com les petites partícules de pols giren parcialment al mateix temps que el planeta, es mouran cap a fora durant el pas per l'ombra creant una extensió exterior a l'anell de Tebe. Les mateixes forces poden explicar la transició de distribució de partícules i de brillantor que passa entre les òrbites d'Amaltea i Tebe.
Les anàlisis de les imatges dels anells difusos van revelar un pic de brillantor just a l'interior de l'òrbita d'Amaltea a causa de partícules de pols atrapades en els punts de Lagrange L4  i L₅. La major brillantor observada en la vora superior de l'anell d'Amaltea pot ser així mateix causada per aquesta mateixa pols. Hi ha d'haver també partícules de pols atrapades en els punts de Lagrange de l'òrbita de Tebe. El seu descobriment implicaria que hi ha dos tipus de poblacions de partícules en els anells difusos: una, amb òrbites que decauen lentament cap a Júpiter, mentre que d'altres es mantenen atrapades en ressonància 1:1 amb el satèl·lit que les ha produït.

## Anell d'Himalia

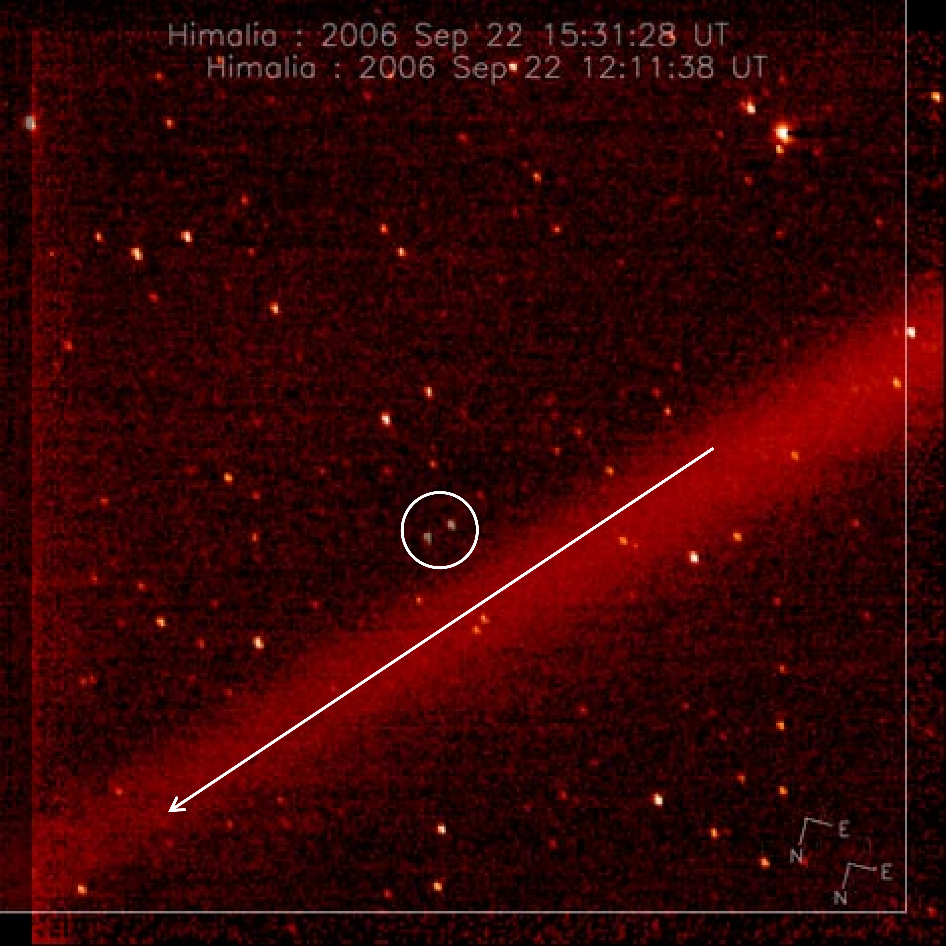
Imatge de la New Horizons del possible anell d'Himalia

El petit satèl·lit S/2000 J 11, de 4 quilòmetres de diàmetre, havia desaparegut des del seu descobriment l'any 2000. Una teoria és que s'ha estavellat en la lluna més grossa, Himalia, de 170 quilòmetres de diàmetre, resultant en la creació d'un feble anell. Aquest possible anell apareix com un raig tènue prop d'Himalia en les imatges de la missió New Horizons de la NASA cap a Plutó. Això suggereix que Júpiter a vegades guanya i perd petites llunes a través de col·lisions. No obstant això, la recuperació del S/2000 J 11 el 2010 i 2011 desaprova la relació entre el S/2000 J 11 i l'anell d'Himalia, tot i que encara és possible que hi hagi involucrada una lluna diferent.